# Géocoucou pavonin
Dromococcyx pavoninus
Espèce
Statut de conservation UICN

 LC  : Préoccupation mineure
Le Géocoucou pavonin (Dromococcyx pavoninus) est une espèce de géocoucous, oiseau de la famille des Cuculidae. C'est une espèce monotypique (non subdivisée en sous-espèces).

## Répartition
Son aire de répartition s'étend sur le Venezuela, la Guyane, le Guyana, le Brésil, l'Équateur, le Pérou, la Bolivie, le Paraguay, l'Argentine et l'Uruguay.